# Przegląd Wszechpolski
Przegląd Wszechpolski – pismo społeczno-polityczne wydawane jako organ prasowy najpierw Polskiego Towarzystwa Handlowo-Geograficznego, a następnie Narodowej Demokracji w latach 1895–1905. W latach 1895–1898 wydawany jako dwutygodnik, od 1899 jako miesięcznik. W latach 1895–1901 wydawany we Lwowie, od 1902 w Krakowie.
Pierwszy numer ukazał się 1 stycznia 1895 we Lwowie jako organ Polskiego Towarzystwa Handlowo-Geograficznego, na bazie wydawanego wcześniej przez to towarzystwo „Przeglądu Emigracyjnego”. Kontynuując misję „Przeglądu Emigracyjnego”, „Przegląd Wszechpolski” miał dbać o łączność ekonomiczną z wychodźstwem z ziem polskich i rozpowszechniać informacje potrzebne do podjęcia racjonalnej decyzji o wyjeździe. Ważnym kontekstem powstania pisma była gorączka brazylijska, czyli fala migracji ludności chłopskiej, która przetoczyła się przez Galicję w latach 1895–1896. Redaktorem został adwokat i członek Polskiego Towarzystwa Handlowo-Geograficznego, Wiktor Ungar, z redakcją współpracowali również działacz polonijny Stanisław Kłobukowski oraz podróżnik i geolog Józef Siemiradzki. 15 marca 1895 roku w „Przeglądzie Wszechpolskim” ukazał się pierwszy artykuł Romana Dmowskiego, który następnie 15 lipca przejął redagowanie pisma (choć jako redaktor odpowiedzialny podpisywał się wciąż Wiktor Ungar). Jako dodatek do „Przeglądu” był wydawany „Przewodnik Handlowo-Geograficzny”.
Po przejęciu pisma przez Romana Dmowskiego „Przegląd” stał się organem prasowym tajnej organizacji Liga Narodowa. Współpracowali z nim inni członkowie Ligi: Zygmunt Balicki, Jan Ludwik Popławski, Zdzisław Dębicki, Tadeusz Grużewski. „Przegląd Wszechpolski” propagował łączność ziem polskich wszystkich zaborów, walkę z rusyfikacją i germanizacją, solidaryzm społeczny, negację walki klas i podporządkowanie interesów warstw odrębnych interesom ludu, ujmując lud ahistorycznie i ponadklasowo. Od samego początku swojego istnienia publikował treści antysemickie.
W latach 1898–1901 redaktorem naczelnym pisma był Jan Ludwik Popławski, po czym na stanowisko to powrócił Dmowski. W 1902 redakcję pisma przeniesiono ze Lwowa do Krakowa. W tym samym roku w piśmie ukazał się cykl artykułów Dmowskiego (wówczas pod pseudonimem R. Skrzycki) pt. Myśli nowoczesnego Polaka.
Po wybuchu rewolucji w 1905 roku Roman Dmowski zlikwidował „Przegląd Wszechpolski”.